# CRP (Catalunya)
El Centre de Recursos Pedagògics (CRP) és un servei educatiu del Departament d'educació de la Generalitat de Catalunya a disposició dels centres escolars dels diferents territoris. Aquest Servei està integrat per un nombre variable de professionals provinents de l'àmbit educatiu que donen suport als centres educatius en temes diversos: formació del professorat, dinàmica educativa en general, mediateca (préstec i assessorament de recursos materials), elaboració de materials didàctics, etc.
Existeixen diferents Centres de Recursos Pedagògics arreu de Catalunya, distribuïts per comarques o zones territorials concretes, i cadascun té assignada una àrea geogràfica, zona educativa, determinada per a la seva actuació.
En altres indrets catalanoparlants es coneixen amb el nom de CDR (centres de recursos, a Andorra, CEFIRE (centre de formació, innovació i recursos educatius al País Valencià) i centres de professorat a les Illes Balears.